# Muhammad Salim Fakhry

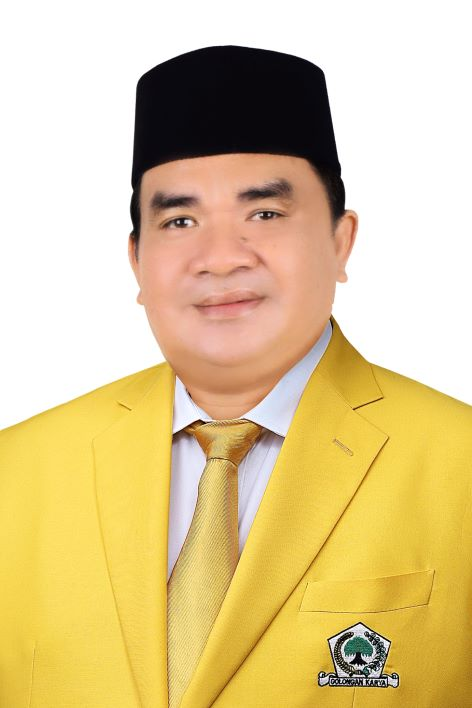
Muhammad Salim Fakhry

Hāddsch Muhammad Salim Fakhry (* 21. Oktober 1968 in Kutacane, Aceh Tenggara, Aceh) ist ein indonesischer Politiker der Partei der funktionalen Gruppen Golkar (Partai Golongan Karya), der seit 2014 Mitglied des Volksvertretungsrates der Republik Indonesien DPR-RI (Dewan Perwakilan Rakyat Republik Indonesia) ist.

## Leben
Muhammad Salim Fakhry besuchte bis 1981 die Grundschule in seinem Geburtsort Kutacane, bis 1984 die Mittelschule in Bambel sowie zuletzt die Oberschule in Banda Aceh. Daraufhin begann er 1987 ein Studium im Fach Wirtschaftsmanagement an der Universitas Pembinaan Masyarakat Indonesia UPMI, welches er 1992 mit einem Bachelor of Economy Management beendete. Während des Studiums war er zwischen 1991 und 1992 Vorsitzender des Indonesischen Nationalen Jugendkomitee KNPI (Komite Nasional Pemuda Indonesia) in Babussalam, einem der Distrikte (Kecamatan) des Regierungsbezirks (Kabupaten) Aceh Tenggara, und im Anschluss von 1992 bis 1994 Vorsitzender der Angkatan Muda Pembaharuan Indonesia AMPI, einer Jugendorganisation der GOLKAR, in diesem Distrikt. Er war zugleich zwischen 1993 und 1998 Sekretär der AMPI im Regierungsbezirk Aceh Tenggara. 
Am 1. Oktober 1997 wurde Fakhry erstmals Mitglied der Regionalen Volksvertreterversammlung DPRD (Dewan Perwakilan Rakyat Daerah) des Regierungsbezirks Aceh Tenggara und gehörte dieser bis zum 30. Oktober 2014 an. Er war in dieser Zeit zwischen 1999 und 2009 stellvertretender Vorsitzender sowie zuletzt zwischen dem 1. Oktober 2009 und dem 30. Oktober 2014 Vorsitzender der Regionalen Volksvertreterversammlung. Daneben engagierte er sich von 2001 bis 2007 als Vorsitzender des KNPI von Aceh Tenggara sowie zwischen 2001 und 2006 auch als geschäftsführender Vorsitzender des Fußballverbandes (Persatuan Sepak Bola) in diesem Regierungsbezirk. Er war ferner zwischen 2002 und 2007 in dem Regierungsbezirk Mitglied des Beirates der KOSGORO (Kesatuan Organisasi Serbaguna Gotong Royong), eine Organisation der GOLKAR für gegenseitige Zusammenarbeit, und schloss 2003 ein postgraduales Studium im Fach Management am Institut für Wirtschaftswissenschaften STIE (Sekolah Tinggi Ilmu Ekonomi), der heutigen Universitas Indonesia Membangun INABA, mit einem Master of Management ab. Er fungierte im Regierungsbezirk Aceh Tenggara zwischen 2004 und 2009 auch als Sekretär des Beirates der AMPG (Angkatan Muda Partai Golkar), einer weiteren Jugendorganisation der GOLKAR, sowie von 2007 bis 2011 als Vorsitzender des Organisationsrates MPO (Majelis Pertimbangan Organisasi) und außerdem von 2010 bis 2018 als Vorsitzender des Roten Kreuzes PMI (Palang Merah Indonesia).

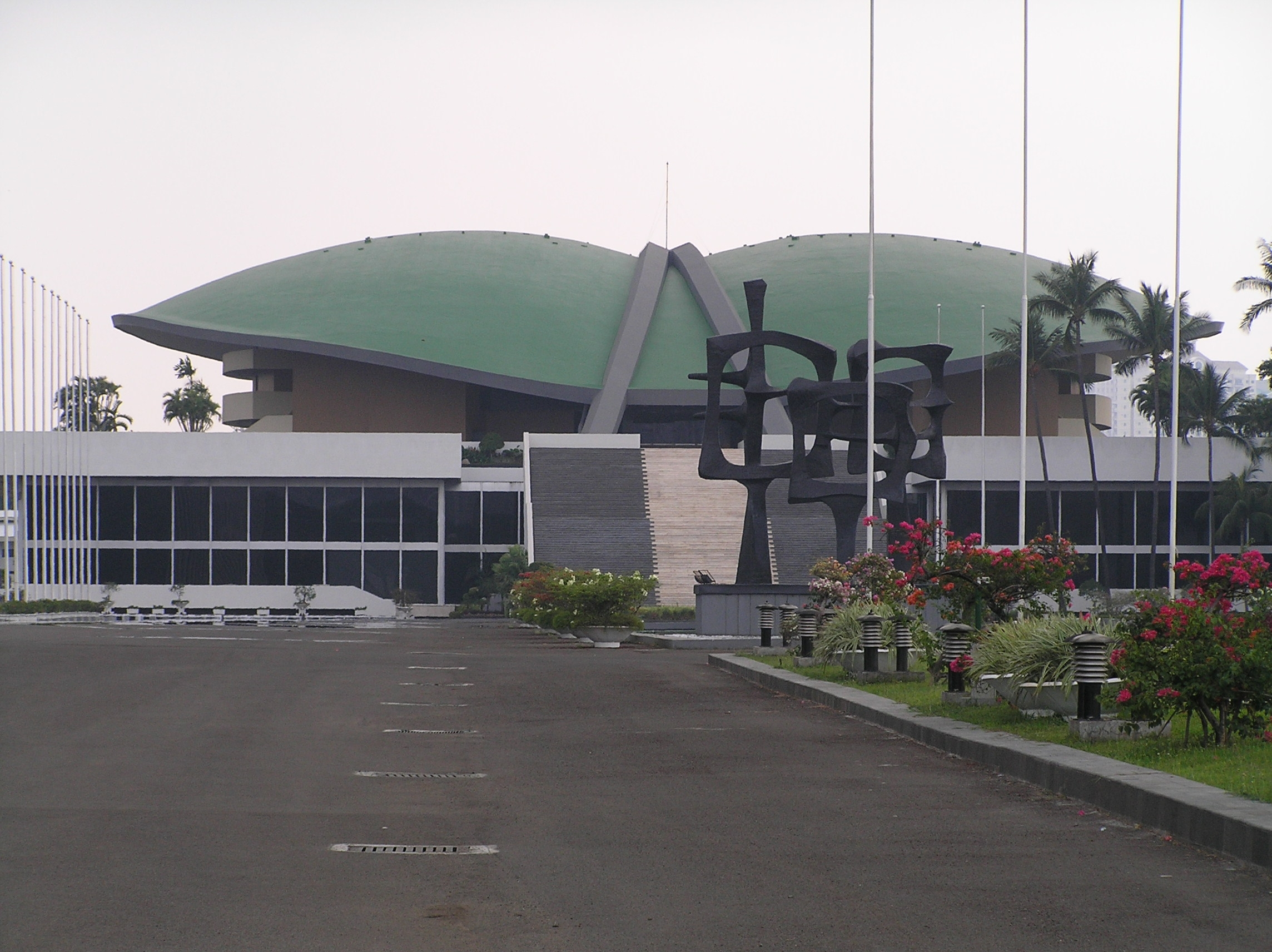
Das Gebäude des Volksvertretungsrates der Republik Indonesien, deren Mitglied er ist.

Bei der Wahl am 9. April 2014 wurde Muhammad Salim Fakhry im Wahlkreis ACEH II mit 42.557 Stimmen für die GOLKAR erstmals zum Mitglied des Volksvertretungsrates der Republik Indonesien gewählt und bei der Wahl am 17. April 2019 mit 63.267 Stimmen wiedergewählt. Während seiner Parlamentszugehörigkeit war er Mitglied des Haushaltsausschusses (Badan Anggaran), einem ständigen Gremium des Volksvertretungsrates sowie Mitglied der Kommission IV, die für Landwirtschaft, Umwelt, Forstwirtschaft und maritime Angelegenheiten zuständig ist. In dieser Funktion setzt er sich unter anderem im April 2023 öffentlich für die Ausrottung der „Düngemittelmafia“ im Südosten von Aceh sowie im September 2023 beim Landwirtschaftsministeriums zur Hilfe von Flutopfern in Agara ein. Durch Akklamation wurde er am 18. August 2020 für den Zeitraum von 2020 bis 2025 zum Vorsitzenden des Regionalen Repräsentantenrates DPD (Dewan Perwakilan Daerah) der GOLKAR von Aceh Tenggara gewählt.
Muhammad Salim Fakhry ist Vater von vier Kindern. Sein Cousin Ibnu Hasyim (* 1963) war zwischen 2007 und 2017 Regierungspräsident (Bupati) des Regierungsbezirks Gayo Lues, während sein Cousin Muhammad Ridwan Sekedang (* 1965) zwischen 2018 und 2013 Regierungssekretär des Regierungsbezirks Aceh Tenggara und als solcher vom 2. September bis zum 11. Oktober 2022 auch kommissarischer Regierungspräsident dieses Regierungsbezirks war.